# Vinkler László
Vinkler László (teljes nevén: Vinkler László Imre Endre Károly) (Szabadka, 1912. október 1. – Szeged, 1980. december 2.) festő, grafikus, művészeti író. Iskolateremtő képzőművész.

## Életútja, munkássága
A gimnázium első két osztályát 1922 és 1924 között Szegeden, a piarista gimnáziumban végezte (osztályfőnökei Boharcsik Pál és Vincze József voltak), az III-VIII. osztályokat pedig 1924 és 1930 között az állami Baross Gábor reáliskolában. Művészeti tanulmányait a budapesti Magyar Képzőművészeti Főiskolán folytatta 1930 és 1935 között, ahol Karlovszky Bertalan és Glatz Oszkár voltak a mesterei. Emellett jogot is hallgatott a budapesti egyetemen. 1935-ben ösztöndíjjal Rómába utazott, ahol a Collegium Hungaricumban alkotott nyolc hónapon keresztül. Szorosan nem tartozott a Római iskolához, bár néhány vallási témájú korai alkotása a kora reneszánsz művészet hatását mutatja.
Leginkább portréművészetével aratott nagyon korán sikereket, a portréfestéshez egész pályája során hű maradt, de kísérletező hajlamú művészként folyamatosan megközelítette a XX. századi avantgárd (posztimpresszionizmus, kubizmus, szürrealizmus, absztrakt expresszionizmus, tasizmus) festészeti és grafikai törekvéseket. Még az 1930-as években eljutott Párizsba (1937) és Szicíliába (1939). A második világháborút követően művészete az Európai Iskola alkotóiéval rokonítható. 1944-ben házasságot kötött Szegeden Brauswetter János és Czibere Mária lányával, Nórával. Első feleségétől elvált. 1950-ben dr. Tolnay Miklós és Sebeczky Ilona lányát, Máriát vette feleségül.
1947-ben megbízták a szegedi Tanárképző Főiskolán Rajz- és Művészettörténeti Tanszék alapításával, ezt a tanszéket vezette 1957-ig. 1957-1972-ig állásától megfosztották politikai okokból, majd 1972-ben vették ismét vissza. Művészeti pályáját folytatta tovább, alkotói kedve nem hagyta el a létbizonytalanság közepette sem. Képzőművészeti oktatásának összességében nem egészen húsz éve alatt jeles tanítványokat nevelt, köztük Bakacsi Lajos, Tóth Attila, Szekeres Ferenc. A tanítványok és a szegedi művészetkedvelő közönség körében 'fogalom' volt Vinkler László művészete, művészettörténeti és művészetelméleti munkássága. Műveinek jelentős részét a szegedi Móra Ferenc Múzeum őrzi.

## Művészete Németh László szavaival
„Vinkler László mindent tudott, amit manuálisan egy festőnek tudnia kell, és mindent ismert, amit egy modern embernek és gondolkodónak ismernie kell. Ismerte és őrizte a hagyományt, de nyitott volt az újítás iránt is. A hagyományőrzés és a szüntelen megújulás között kereste az egyensúlyt” – jellemezte a művészt Németh László író.

## Műveinek utóélete
2009-ben Kerényi Károly leánya Cornelia Isler-Kerényi (archeológus és a görög művészettörténet ismerője) Vinkler László 6 grafikáját ajándékozta a Móra Ferenc Múzeumnak a családi gyűjteményből, Vinkler grafikái a svájci Asconából kerültek ismét vissza Szegedre, feltehetően Vinkler ezen grafikákkal ajándékozta meg Kerényi Károlyt az 1960-as években nála tett látogatásai alkalmából.

## Kiállítások (válogatás)[7]

### Egyéni kiállítások
- Városi Múzeum, Kupolacsarnok, Szeged (1942)
- A szegedi Képző- és Iparművészeti Szalon Klauzál téri terme, Szeged (1957)
- Retrospektív kiállítás, Ernst Múzeum, Budapest (1959)
- Reggio Emilia (OL, 1961)
- Képcsarnok, Szeged (1963)
- Szabadka (1968)
- Az én világom, Szeged (1971)
- Salgótarján (1973)
- Dunaújváros (1976)
- Bartók Béla Művelődési Központ, Szeged (1979)

### Egyéni emlékkiállítások
- Emlékkiállítás, Móra Ferenc Múzeum, Szeged ; Magyar Nemzeti Galéria, Budapest (1982)
- Pokolraszállás, Móra Ferenc Múzeum, Szeged (1997)
- Vinkler László 1942-es első önálló kiállításának rekonstrukciója, Móra Ferenc Múzeum, Szeged (1998)
- Emlékkiállítás, Móra Ferenc Múzeum, Szeged (2001)
- Antik motívumok, Mártonfi Galéria, Kecskemét (2001)
- Grafikák, Tiffany Galéria, Budapest (2001)
- Gyűjteményes kiállítás, Szombathelyi Képtár ; Mű-terem Galéria, Budapest (2002)
- Kiállítás, Aulich Art Galéria, Budapest (2003)
- Vinkler világa IV. - tusfestmények, Móra Ferenc Múzeum (2005)
- Vinkler László festőművész kiállítása, Móra Ferenc Múzeum (2006)

### Csoportos kiállítások
- A Képzőművészetek Szabad Szakszervezete Vidéki Csoportjának I. Kiállítása, Műcsarnok, Budapest (1947)
- II. Országos miskolci Képzőművészeti Kiállítás, Herman Ottó Múzeum, Miskolc (1956)
- Képzőművészetünk a felszabadulás után, Móra Ferenc Múzeum, Szeged (1960)
- Szegedi Képzőművészek Tárlata, Magyar Nemzeti Galéria, Budapest (1967)
- Változatok egy témára, A szegedi Állami Tanárképző Főiskola Rajz Tanszéke művésztanárainak kiállítása, Állami Tanárképző Főiskola, Szeged (1970)

### Csoportos emlékkiállítás (Vinkler Lászlóra nézve)
- Vinkler László és tanítványai, Városi Képtár, Orosháza (2001)

## Társasági tagság
- A szegedi Collégium Artium Képzőművészeti tagozatának vezetője (1957-1980)

## Díjak, elismerések
- Balló-díj (1932, 1933)
- Jellinek-díj (1937)
- Fényes Adolf-díj
- Oktatásügy Kiváló Dolgozója (1972)

## Külső hivatkozások
- Vinkler László 32 képe[halott link]
- Vinkler László élete, munkássága, artportal.hu Archiválva 2023. március 26-i dátummal a Wayback Machine-ben